# Arthur Russell (siepista)
Arthur Russell (Walsall, 13 marzo 1886 – Walsall, 23 agosto 1972) è stato un siepista britannico, campione olimpico ai Giochi di Londra 1908.

## Palmarès
| Anno | Manifestazione  | Sede   | Evento       | Risultato | Prestazione | Note |
| ---- | --------------- | ------ | ------------ | --------- | ----------- | ---- |
| 1908 | Giochi olimpici | Londra | 3200 m siepi | Oro       | 10'47"8     |      |